# 涌蓋山
涌蓋山（湧蓋山、わいたざん、わいたさん）は、大分県玖珠郡九重町と熊本県阿蘇郡小国町にまたがる第四紀の火山。活火山ではなく、山体地形は侵食がやや進んでいる。放射年代によれば約50万年前～40万年前の噴火で誕生したとされる。

## 概要
九重連山の北西にやや離れて位置する独立峰で、標高は1,499.5m。頂上は僅かに大分県側に属する。
その山容が秀麗で均整の取れた円錐形の美しい形をしていることから、大分県側からは玖珠富士、熊本県側からは小国富士と呼ばれ、日本三百名山の一に数えられ、大分百山にも選ばれている。
標高は九重連山の山群より低いものの周囲に遮るものがないため、南北に延びた平らな草原となっている山頂からは、360度を見晴らすことができ、九重連山、阿蘇山、由布岳などをはじめ、天候がよければ祖母山（大分県・宮崎県）、雲仙岳（長崎県）まで見渡すことができる。
民話では、背比べで負けた万年山（はねやま、標高1,140m）が腹を立ててこの山を跳ね飛ばし、涌いたようにこの場所に山ができたので、涌蓋山（わいたさん）と呼ばれるようになったと伝えられている。
山頂付近には熊本県、大分県双方に石の祠が存在する。
周辺は日本有数の地熱地帯であり、九州電力大岳発電所、八丁原発電所といった地熱発電所が存在する。また、九重九湯（宝泉寺温泉、壁湯温泉、川底温泉、筌の口温泉、筋湯温泉ほか）、峐（はげ）の湯温泉、岳の湯温泉、山川温泉といった多数の温泉も涌いている。

## 登山
涌蓋山の登山ルートは、なだらかで明確なことから初中級者向けの登山コースともなっており、以下のように多くの登山ルートが整備されている。
大分県側
- ひぜん湯（筋湯）ルート
- 湯坪ルート
- 八丁原～一目山ルート
- 地蔵原ルート

熊本県側
- 岳の湯～はげの湯ルート

小国町では毎年5月に山開き祭が開催される。

## ギャラリー

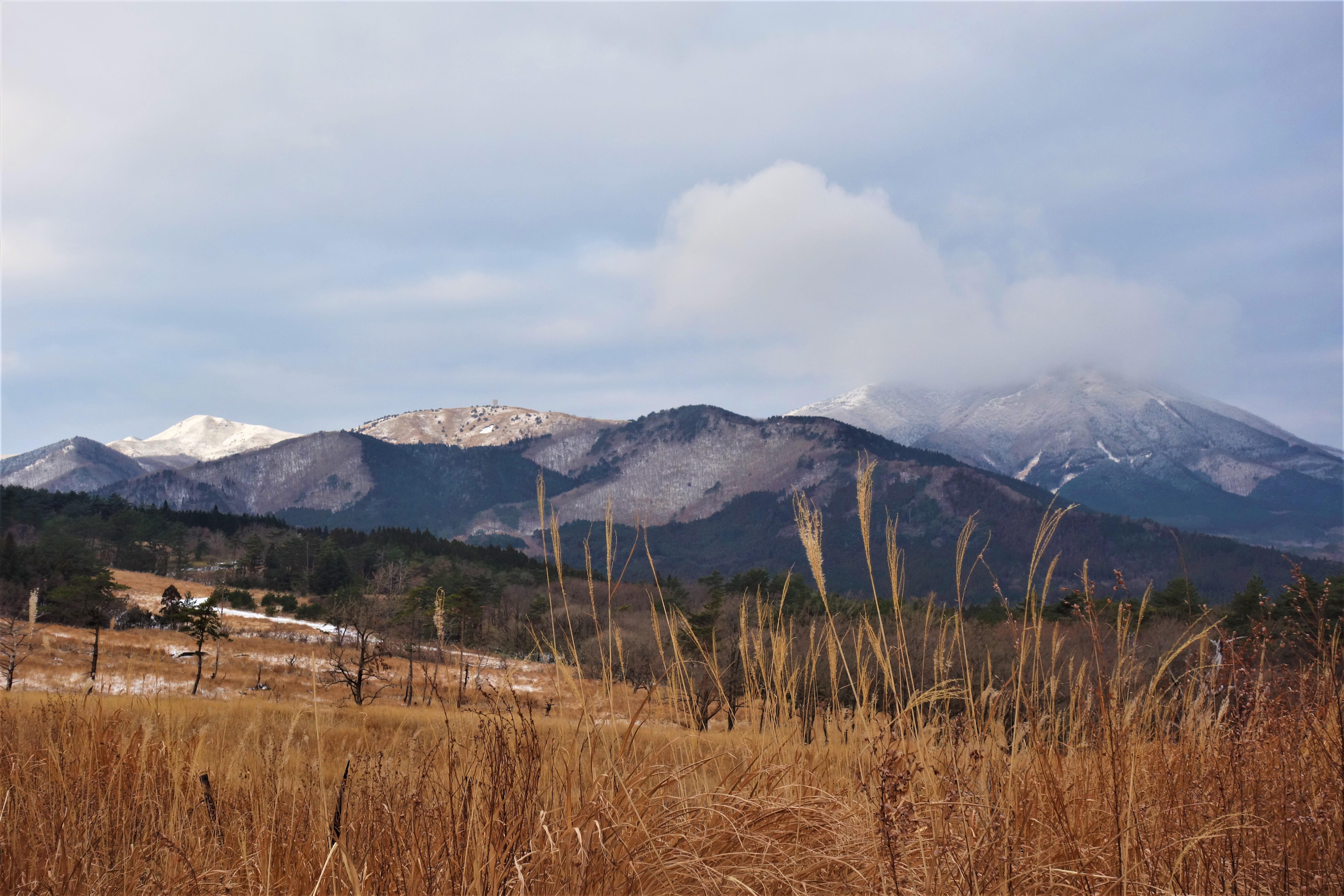
みそこぶし山と涌蓋山
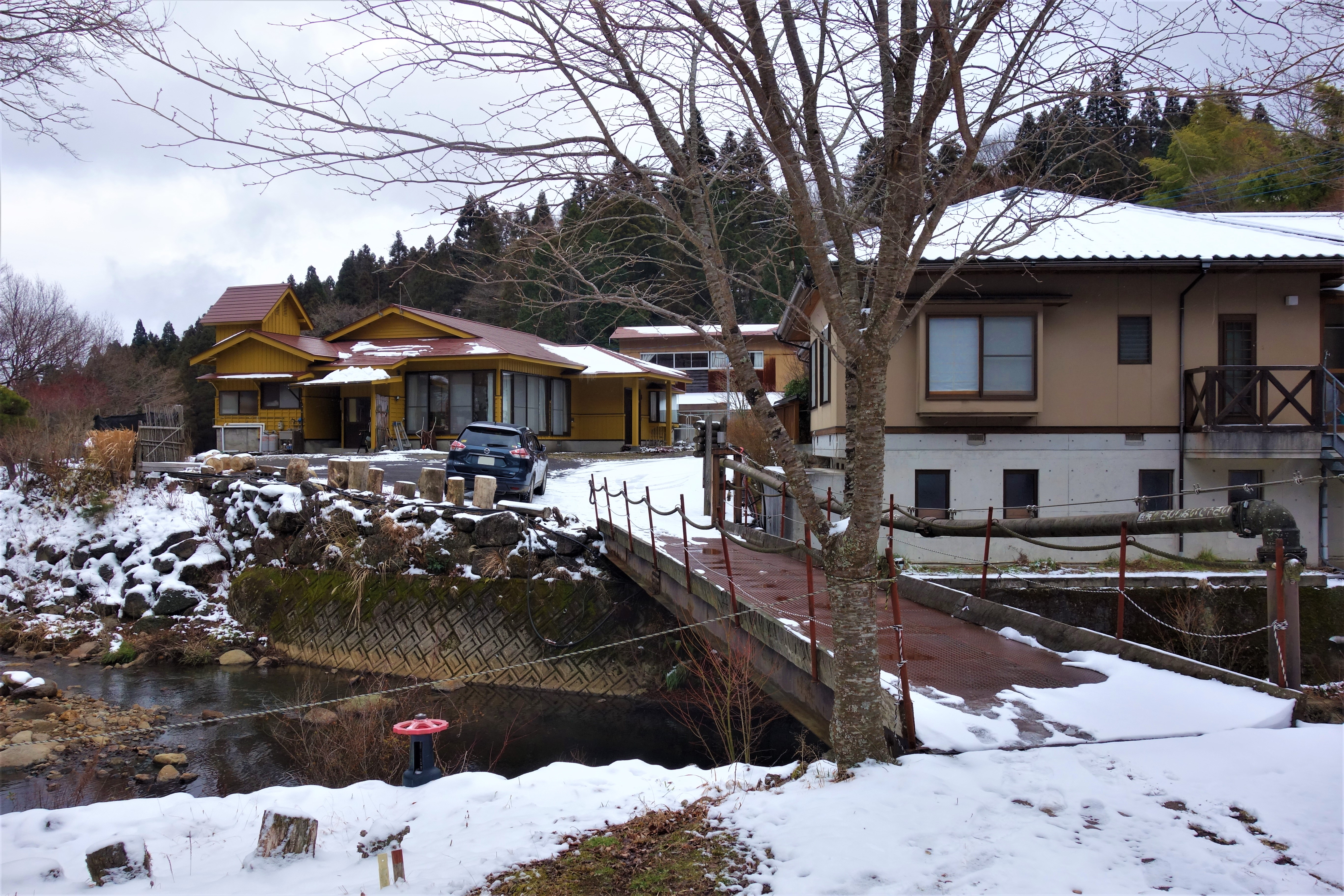
登山口の疥癬湯（ひぜん湯）
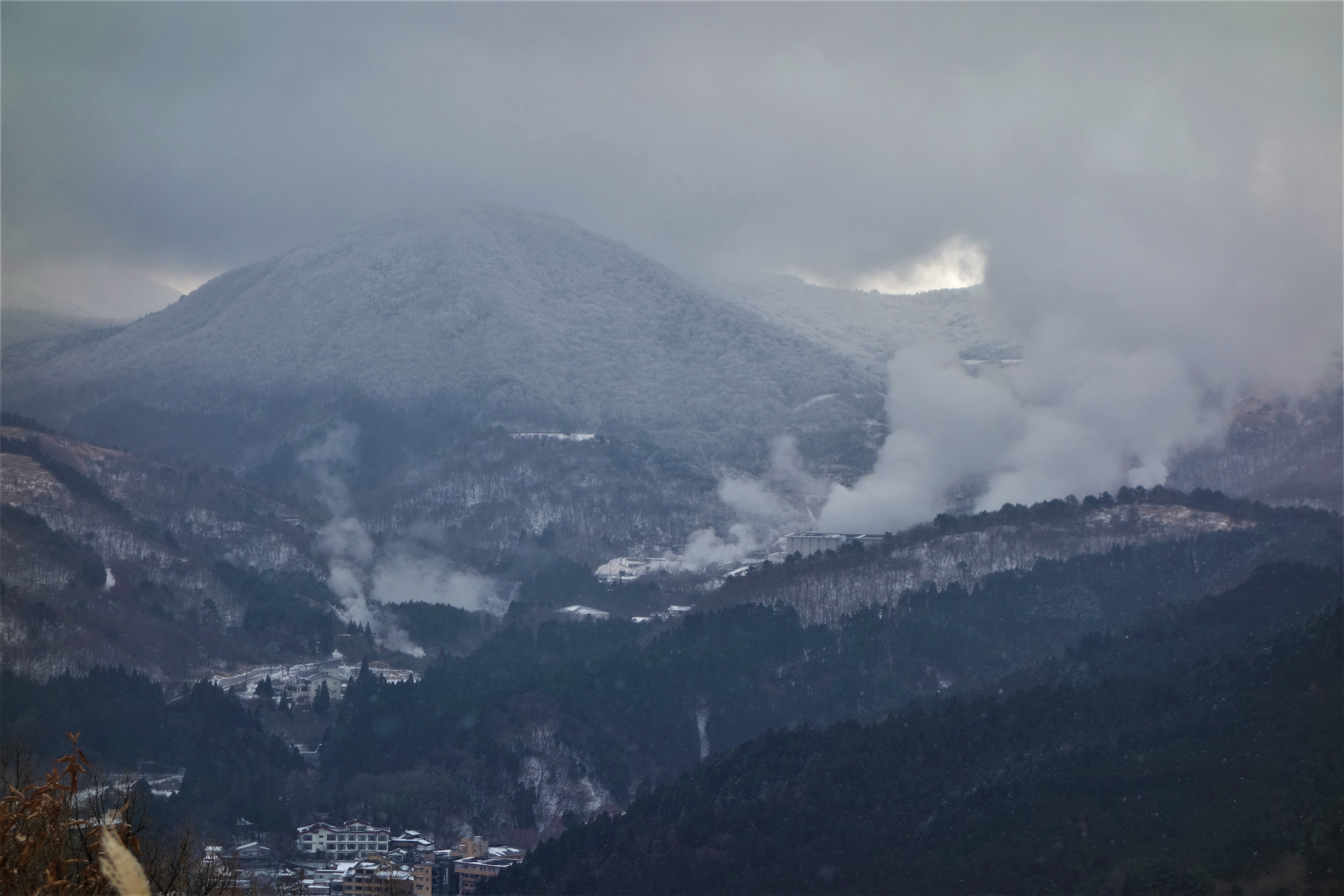
涌蓋山中腹から八丁原発電所
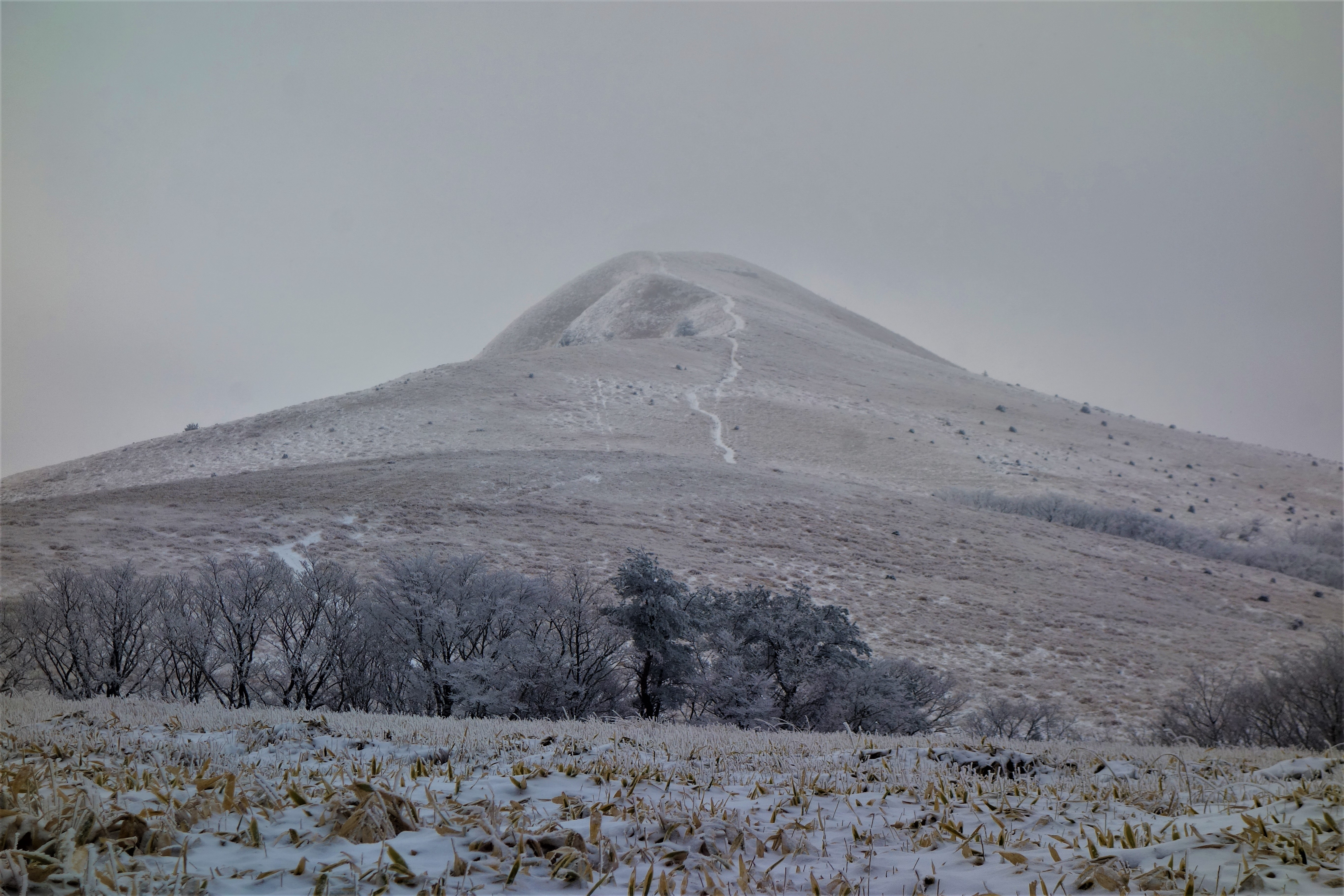
白銀のみそこぶし山
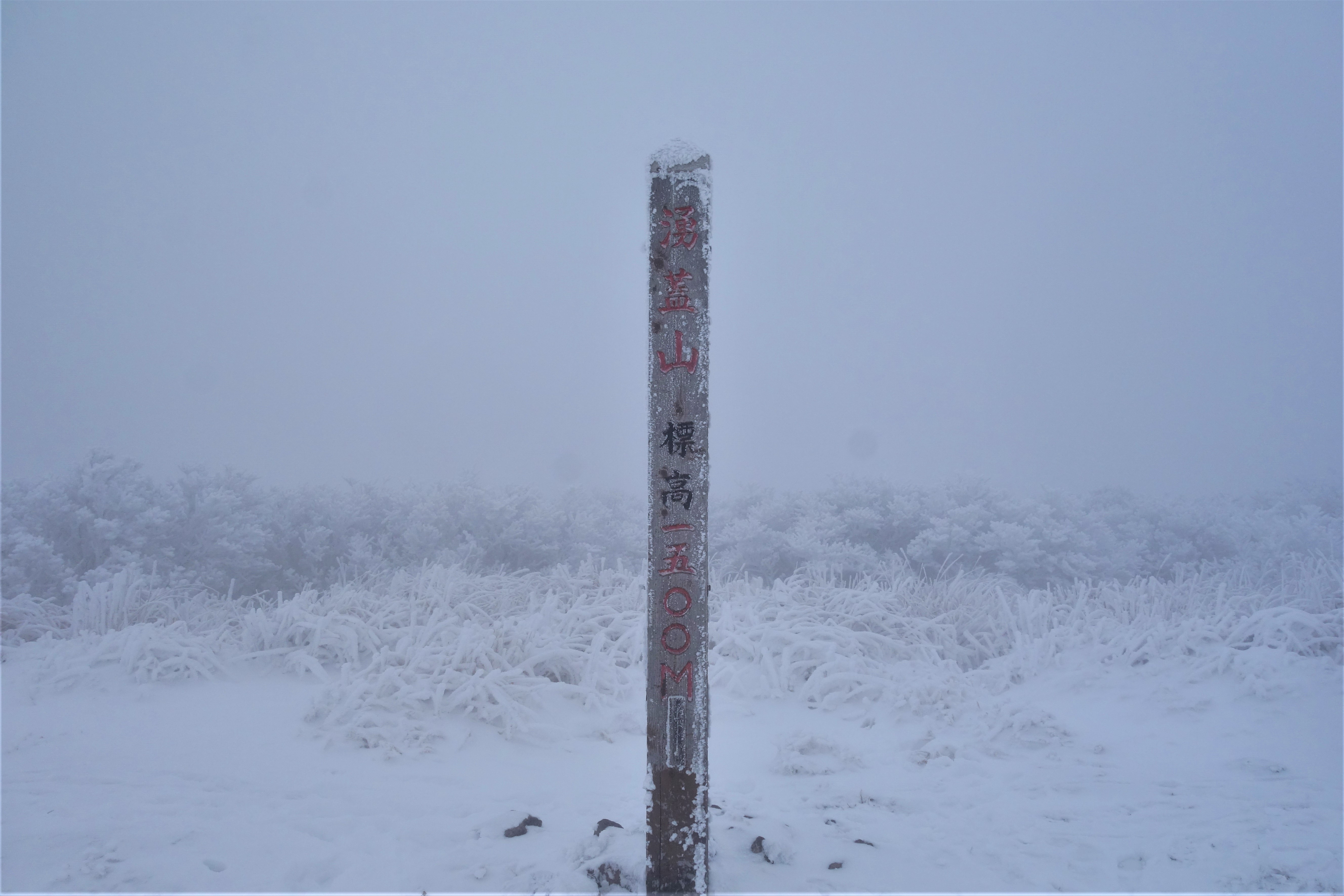
涌蓋山山頂